# Dichromodes cynica
Dichromodes cynica là một loài bướm đêm trong họ Geometridae.